# Dourbali
Dourbali este un oraș din departamentul Baguirmi, Ciad. În 2005 avea 17682 de locuitori. Se află la 98 de km de N'Djamena.